# Staelia virgata
Staelia virgata är en måreväxtart som först beskrevs av Heinrich Friedrich Link, Johann Jakob Roemer och Schult., och fick sitt nu gällande namn av Karl Moritz Schumann. Staelia virgata ingår i släktet Staelia och familjen måreväxter.

## Underarter
Arten delas in i följande underarter:
- S. v. correntina
- S. v. killeenii
- S. v. virgata